# Вале Кастелана
Вале Кастелана (итал. Valle Castellana) је насеље у Италији у округу Терамо, региону Абруцо.
Према процени из 2011. у насељу је живело 254 становника. Насеље се налази на надморској висини од 631 м.

## Становништво
| 1931. | 1936. | 1951. | 1961. | 1971. | 1981. | 1991. | 2001. | 2011. |
| ----- | ----- | ----- | ----- | ----- | ----- | ----- | ----- | ----- |
| 5.159 | 5.334 | 5.316 | 4.651 | 3.028 | 2.142 | 1.574 | 1.278 | 1.029 |